# Raúl
»Raúl« (s polnim imenom Raúl González Blanco), španski nogometaš in trener, * 27. junij, 1977, Madrid, Španija. 
V svoji bogati karieri je v letih 1994−2010 igral za Real Madrid, med letoma 2010-2012 pa za Schalke 04, potem med letoma 2012-2014 je igral za klub Al Sadd iz Združenih arabskih emiratov. Dolgoletno kariero je zaključil leta 2015 pri klubu New York Cosmos iz Združenih držav Amerike.
V 16. letih igranja za Real Madrid je Raúl osvojil šest naslovov državnega prvaka (Primera División), in postal trikratni zmagovalec Lige prvakov. Naslov je z zadetim golom pomagal pridobiti leta 2000 in 2002. Prav tako je bil dolgo časa najboljši strelec Lige prvakov. Od leta 1996 je na 126. odigranih tekmah zadel kar 66 golov. Poleg tega je Raúl eden najboljši strelcev španske reprezentance, z 44 doseženimi zadetki v 102. nastopih.

## Real Madrid
Svojo kariero je začel pri mestnem rivalu Atlético Madrid, vendar se je že v sezoni 1994-1995 preselil v C-ekipo Real Madrid C.F. S 16. zadetki na devetih tekmah se je zelo izkazal, kar je pritegnilo tedaj prvega trenerja moštva Jorga Valdano, kateri ga je vpoklical v prvo ekipo. Postal je najmlajši igralec, star 17 let in 4 mesece, ki je igral za prvo ekipo. Na svoji drugi tekmi proti nekdanjemu klubu je zadel svoj prvi gol. V svoji prvi sezoni je v Ligi prvakov na 28. tekmah zadel devet golov in tako pomagal klubu k osvojitvi naslova. V naslednjih osmih sezonah, je osvojil več lovorik, vključno s tremi državnimi naslovi in tremi evropskimi (Liga prvakov). Večino časa je Raúl v napadu igral z Fernandom Morientes, kasneje pa z Ronaldom. Kapetanski trak je prevzel 2003, na dan, ko je bil prodan tedanji kapetan Fernando Hierro. Kljub mnogim osvojenim naslovom Raúl še ni osvojil španskega pokalnega naslova (Copa del Rey).
Z zmago in doseženim golom proti Olympiakosu 28. septembra 2005 je postal prvi igralec Lige prvakov z doseženimi  15. zadetki in tako še naprej ostajal najboljši strelec vseh časov (doseženih 66 zadetkov v 128. nastopih). Prav tako je Raúl prvi igralec, ki je dosgel gol v dveh finalih Lige prvakov, v letu 2000 proti Valenciji v Parizu, ter leta 2002 proti Bayer Leverkusnu v Glasgowu. Kasneje je njegov rekord dosegel tudi Samuel Eto'o.
Raúl v svoji 15-letni karieri nikoli ni dobil rdečega kartona. 11. novembra 2008 je Raúl dosegel svoj 300. gol za Real Madrid proti Real Uniónu. Svoj 308. In 309. gol je dosegel 15. februarja 2009 na tekmi proti Sportingu iz Gijona, , s čimer je podrl dolgoletni rekord Alfreda di Stéfano. Skupno je za klub dosegel 322 zadetkov.

## Reprezentančna kariera
Raúl je svojo reprezentančo pot začel v mladinski ekipi, v katero je bil vpoklican leta 1995 na mladinskem svetovnem prvenstvu, na katerem je dosegel dva gola. Za Španijo je dosegel 44 golov na 102 tekmah. 

## Priznanja
- Špansko prvenstvo (La Liga): 1994/95, 1996/97, 2000/01, 2002/03, 2006/07, 2007/08
- Liga prvakov: 1997/98, 1999/00, 2001/02
- Svetovno klubsko prvenstvo: 1998, 2002
- Evropski super pokal: 2002
- Španski super pokal: 1997, 2001, 2003
- Španski športnik leta: 2007
- Royal Order’s Gold Medal for Sports Merit: 2006
- FIFA - 100 najboljših živečih nogometašev: 2004
- King’s Cup Top Scorer: 2003/04
- UEFA Club Football Best Forward: 2000, 2001, 2002
- Najboljši strelec Lige prvakov: 1999/00, 2000/01
- Svetovni igralec leta, bron: 2001
- Evropski nogometaš leta, srebro: 2001
- Pichichi pokal: 1998/99, 2000/01
- Bronasta kopačka Evrope: 1999, 2001
- Španski igralec leta: 1996/97
- Najpomembnejši španski športnik: 2000
- IFFHS najboljši strelec: 1999
- Intercontinental Cup Man of the Match: 1998

## Privatno življenje
Poročen je s špansko manekenko Mamen Sanz, s katero imata štiri sinove in eno hčerko. Svoji ženi je Raúl posvetil vse svoje gole, s poljubljanjem njunega poročnega prstana.